# Kebon Kelapa
Kebon Kelapa is een plaats (wijk) - (kelurahan) in het bestuurlijke gebied Gambir, Jakarta Pusat (Centraal-Jakarta) in de provincie Jakarta, Indonesië.  De plaats telt 9690 inwoners (volkstelling 2010).